# 부정선거, 신의 작품인가
《부정선거, 신의 작품인가》는 2025년 대한민국의 다큐멘터리 영화이다. 2020년 대한민국 제21대 국회의원 선거에서 부정이 발생했다는 주장이 주 내용이다. 해당 선거에서 발생한 여러 데이터 이상치, 투표지 이미지 조작 의혹, 사전투표 조작 정황, 서버 연결 문제 등을 다룬다. 대한민국의 헌법재판소와 대법원이 공정한 조사를 하지 않았다며, 오히려 부정선거 은폐에 가담한 세력으로 묘사되어 있다. 특히 대한민국의 사법기관이 이미 정치적으로 중립을 상실했다고 주장하며, 선거 관련 각종 이슈를 음모론으로 여기는 주류 언론과 정치권의 태도를 비판하는 내용이 담겼다. 대한민국에서는 2025년 5월 21일에 개봉했다.

## 등장 인물
- 이영돈
- 전한길

## 홍보
2025년 5월 14일 국회의원 조배숙, 출연자인 이영돈과 전한길, 그리고 2030 부정선거 파이터즈의 대표이자 서울대학교 재학생 이서진과 자유대학 소속 연세대학교 재학생 박준영이 영화 개봉에 관해 기자회견을 열었다.

## 공개
영화가 개봉한 5월 21일에 윤석열 전 대한민국 대통령이 서울 메가박스 동대문점을 찾아 해당 영화를 관람했다. 이 영화를 감독한 이영돈, 제작을 맡은 전한길, 그리고 부정선거 음모론을 주장해온 황교안 대선 후보가 윤석열 옆에 앉아 관람했다. 영화가 상영되는 도중에 윤석열 당시 대통령이 2024년 12월 3일에 비상계엄을 선포하는 장면이 나오자 박수 소리가 들렸다는 언론의 보도도 있었다.